# Trogosus
Il trogoso (gen. Trogosus) è un mammifero estinto, appartenente ai tillodonti. Visse nell'Eocene inferiore - medio (circa 50 - 46 milioni di anni fa) e i suoi resti fossili sono stati ritrovati in Nordamerica e in Asia.

## Descrizione
Questo animale poteva avere le dimensioni di un piccolo orso: la specie più nota, Trogosus hyracoides, poteva raggiungere la lunghezza di un metro e mezzo e il peso di circa 150 chilogrammi; il solo cranio era lungo circa 35 centimetri. Trogosus era dotato di un corpo robusto, zampe possenti e una testa grande, armata di incisivi lunghi e robusti simili a quelli dei roditori. 

### Cranio
Il cranio di Trogosus era allungato, soprattutto per quanto riguarda la regione del muso. Le ossa mascellari erano molto sviluppate e si allungavano oltre le ossa nasali. Al livello delle ossa frontali il cranio si elevava rapidamente. Le orbite erano molto aperte posteriormente, ed era presente un'alta cresta sagittale, notevole punto d'inserzione per possenti muscoli masticatori. Le arcate zigomatiche, molto allargate, continuavano direttamente nelle creste occipitali. Le cavità glenoidi erano molto elevate rispetto al palato. Il sistema di forami nella regione della base cranica era meno complesso rispetto a quello della maggior parte dei mammiferi odierni. Non era presente una bolla timpanica ossificata, e l'osso petroso era piccolo e allungato. La mandibola era simile a quella dei roditori, con una sinfisi forte e allungata. 
La caratteristica principale di Trogosus era data dalla sua dentatura: i secondi incisivi superiori, in particolare, erano fortemente modificati. Questi erano ricurvi, allungati e ipsodonti, con lo smalto limitato alla porzione anteriore del dente. Il canino superiore era molto ridotto, soprattutto se confrontato con quello dei tillodonti arcaici come Esthonyx. Era presente un lungo diastema, e il terzo e quarto premolare superiori erano ben sviluppati. I molari tritubercolati erano caratterizzati dalla presenza di una cresta dell'ipocono. La dentatura inferiore era caratterizzata dal secondo incisivo particolarmente sviluppato e ricurvo, ma anche il primo incisivo era allungato e probabilmente a crescita continua. Come negli incisivi superiori, lo smalto era limitato alla regione anteriore; il terzo incisivo era rudimentale o assente, mentre il canino era molto piccolo. I molari erano caratterizzati da un trigonide elevato, a forma di U.

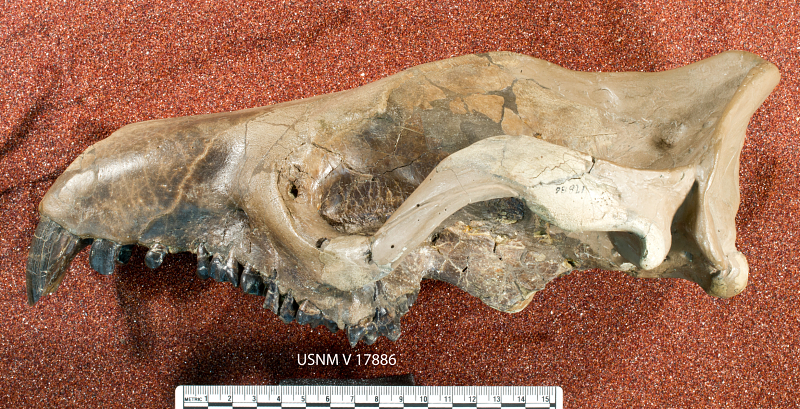
Cranio di Trogosus hyracoides

### Scheletro postcranico
Lo scheletro era piuttosto robusto. Trogosus possedeva una coda lunga e forte, e anche le zampe erano forti e robuste. La scapola di questo animale possedeva una forma particolare, pressoché quadrangolare con un acromion diagonale e robustissimo. L'omero era simile a quello dei ricci attuali (gen. Erinaceus), ma ovviamente più grande e robusto; possedeva una robusta cresta deltoide che terminava improvvisamente a metà della diafisi. Era presente un forame entepicondilare. Il radio possedeva estremità articolari molto allargate, ed era dotato di una tuberosità del bicipite molto prominente. 

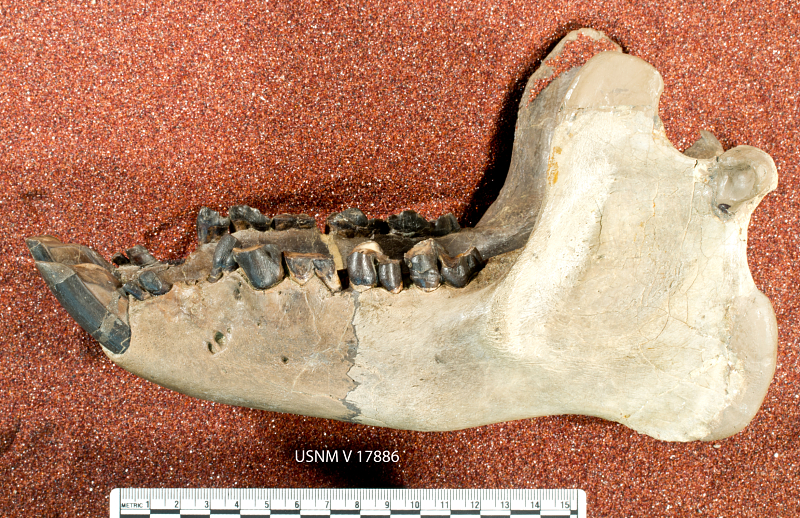
Mandibola di Trogosus hyracoides

L'ulna era caratterizzata da un olecrano sviluppatissimo, allungato e robusto. La mano era pentadattila e dotata di un carpo dalla struttura primitiva: scafoide, semilunato e osso centrale erano separati e le cinque dita erano di lunghezza quasi uguale. La struttura alternata del carpo ricorda quella presente nei pantodonti (come Pantolambda) e nei periptichidi. I metacarpi e le falangi erano piuttosto corti, e le articolazioni permettevano un notevole movimento di flessione ed estensione delle dita. Le falangi ungueali erano molto strette e vagamente simili a quelle degli uccelli; indicavano la presenza di artigli alti e stretti. L'ilio di Trogosus era di forma triangolare, una caratteristica primitiva. Il femore era abbastanza rettilineo, con un grande trocantere prominente. Il secondo trocantere era anch'esso ben sviluppato, e suggerisce che i muscoli per la flessione delle zampe erano ben sviluppati. Era presente anche il terzo trocantere, ma era di piccole dimensioni. Tibia e perone erano molto corti; sia la diafisi che le estremità articolari della tibia erano possenti. Il tarso era a struttura alternata e assomigliava a quello di Periptychus e Pantolambda, con un astragalo dal collo molto corto e la testa articolare molto sviluppata trasversalmente.

## Classificazione
Il genere Trogosus venne descritto per la prima volta nel 1871 da Joseph Leidy, sulla base di resti fossili ritrovati in Wyoming in terreni dell'Eocene medio; la specie tipo è Trogosus castoridens. Altre specie attribuite a questo genere provenienti dagli Stati Uniti sono T. gazini, T. grangeri, T. hillsii, T. hyracoides, T. latidens, T. vetulus. In Cina è nota la specie T. shantunensis, mentre in Giappone sono noti alcuni fossili attribuibili con qualche dubbio a Trogosus o a una forma simile, a testimoniare la notevole diffusione di questi animali.

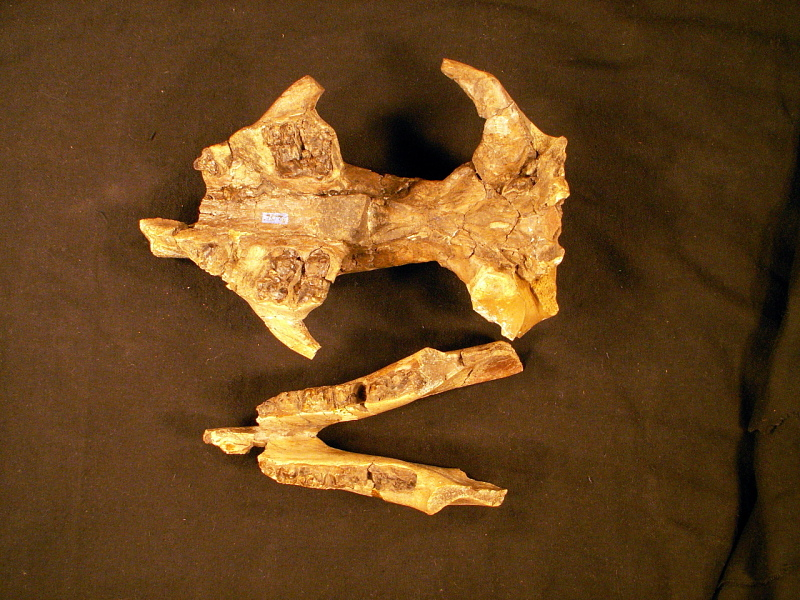
Cranio e mandibola di Trogosus hillsi

Trogosus è il membro più noto dei tillodonti, un gruppo di mammiferi tipici del Paleocene e dell'Eocene, diffusi nei continenti settentrionali e dalle specializzazioni dentarie simili a quelle dei roditori. In particolare, Trogosus rappresentava la forma più specializzata del gruppo, assieme all'affine Tillodon.

## Paleoecologia

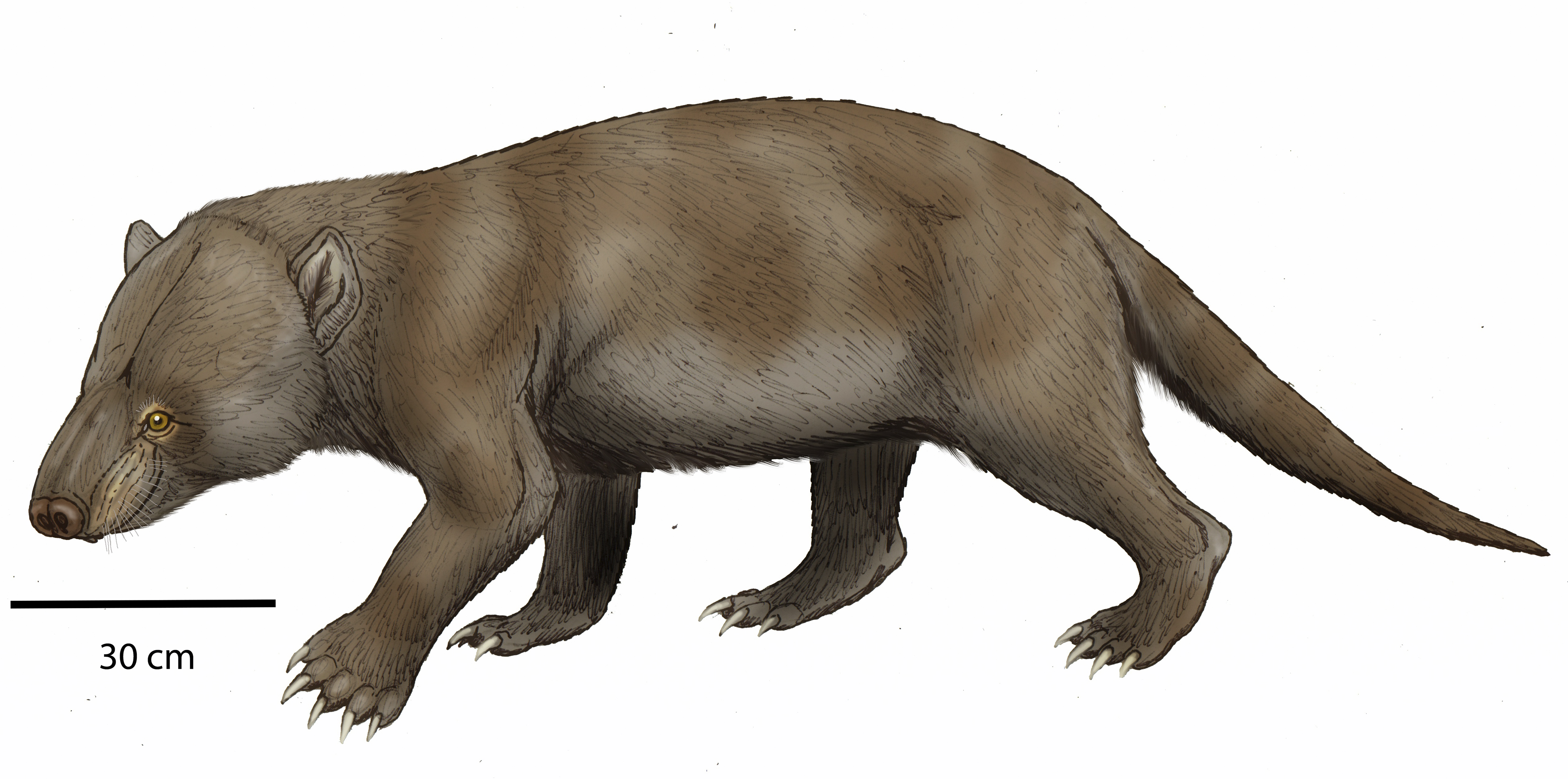
Ricostruzione di Trogosus hyracoides

Trogosus doveva essere un animale in grado di scavare grazie alle possenti zampe anteriori munite di artigli. Probabilmente era in grado di dissotterrare radici e tuberi, dei quali si nutriva grazie ai grandi incisivi e ai potenti molari. Trogosus era sicuramente in grado di nutririsi di materiale vegetale fibroso e duro.